# Klif Orłowski
Klif Orłowski (nebo Klif w Redłowie, česky Orlowský útes) je mořský pobřežní útes, který se nachází u Redłowského mysu (Cypel Redłowski) v gdyňské čtvrti Redłowo, severně od Orłowa na pobřeží Gdaňského zálivu Baltského moře v Polsku. Útes se nachází v přírodní rezervaci Rezerwat przyrody Kępa Redłowska. Místo nabízí výhledy na Gdaňský záliv, Helskou kosu a také na blízké molo v Orłowě a vzdálenější molo v Sopotech. Útes délky cca 650 m je tvořen tillem (hliněnými ledovcovými sedimenty) a výrazně na něj působí destruktivní erozivní činnost moře (stěna útesu ustupuje v průměru o 1 metr ročně). Klif Orłowski je přístupný nejsnadněji od pláže v Orłowie a po turistických stezkách nebo z odboček cyklotrasy.

## Galerie

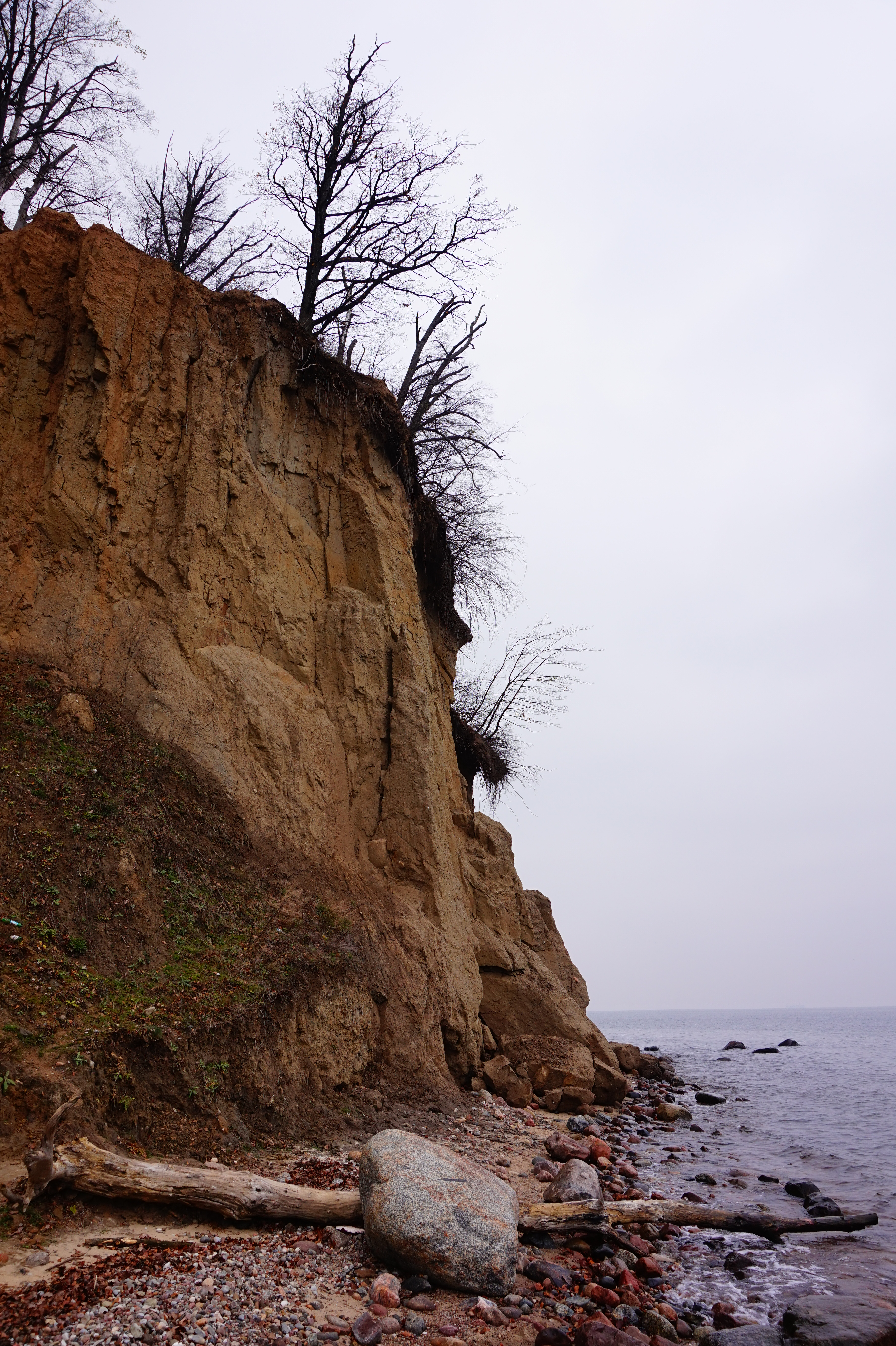
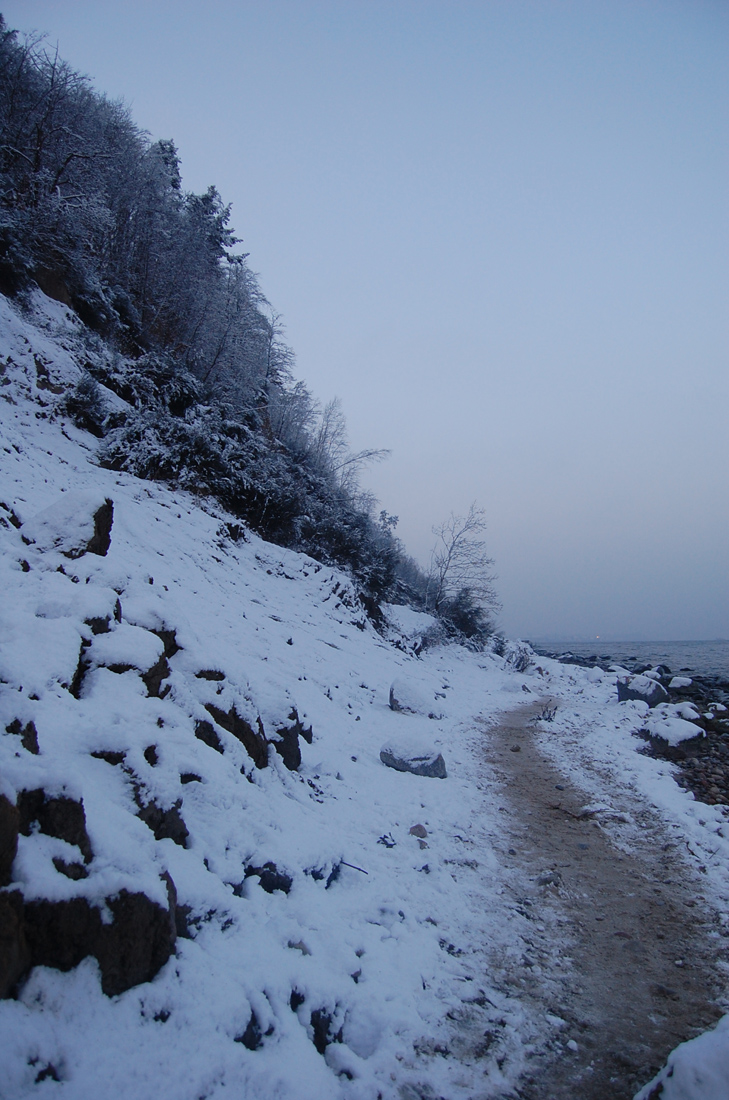
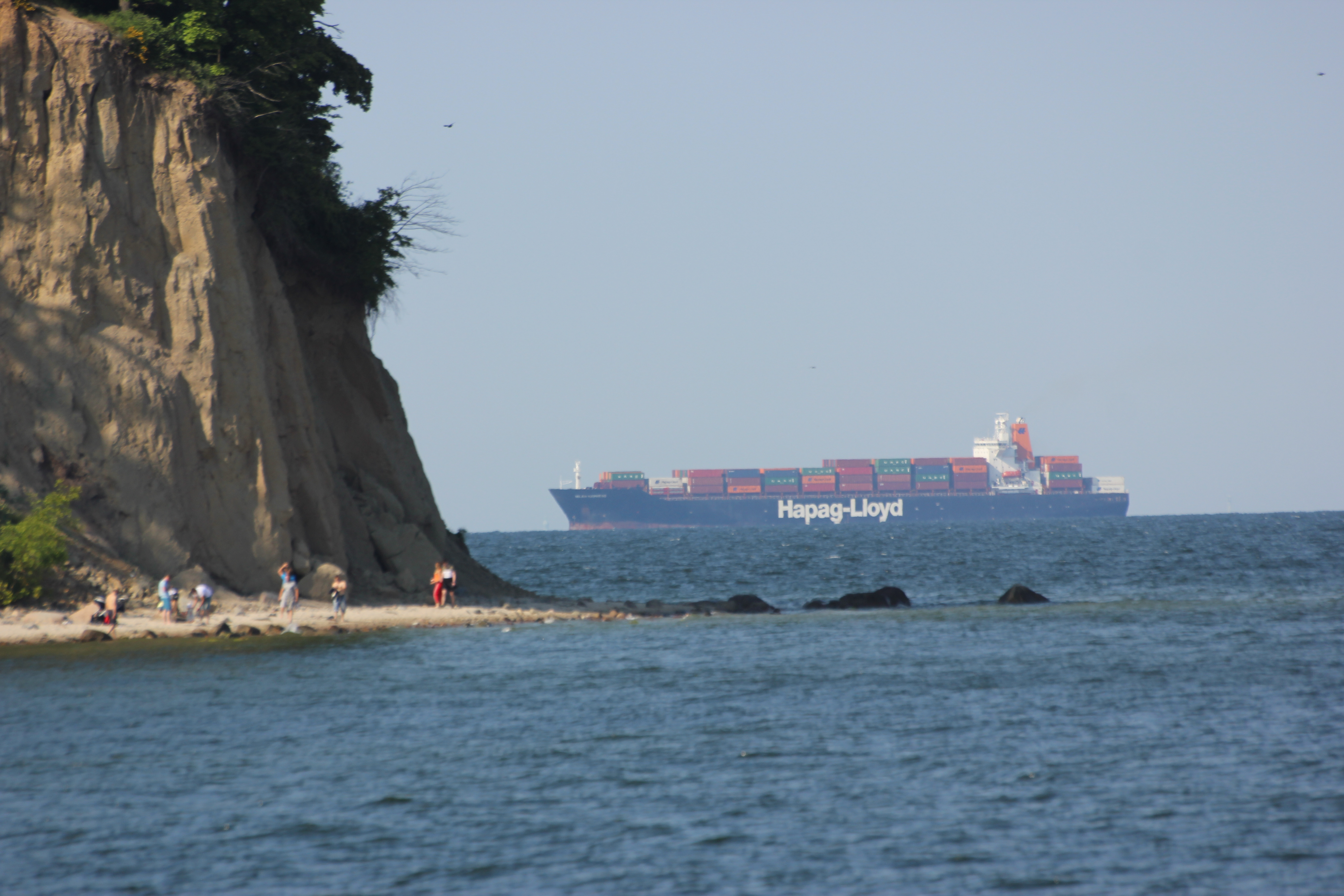
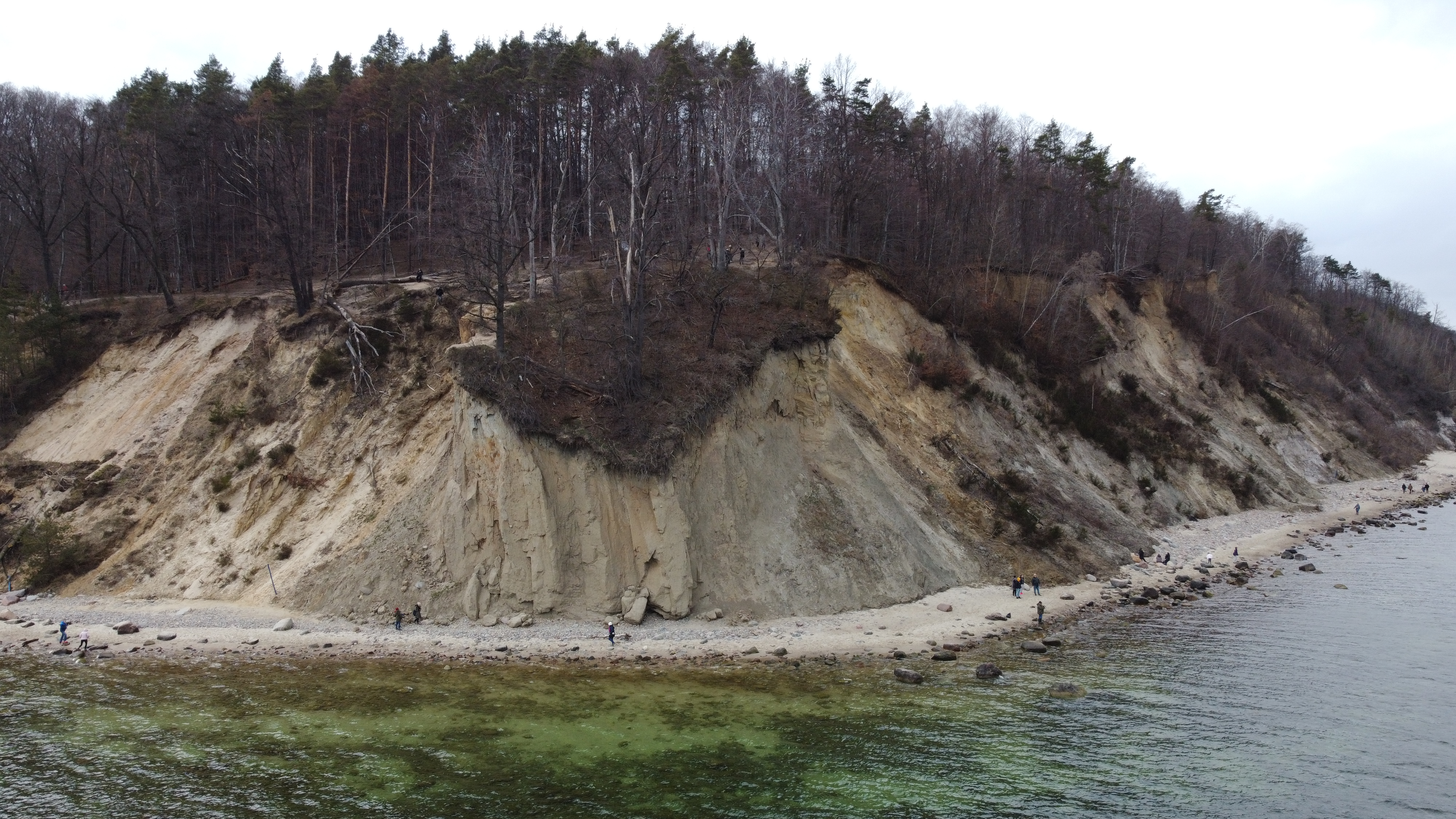
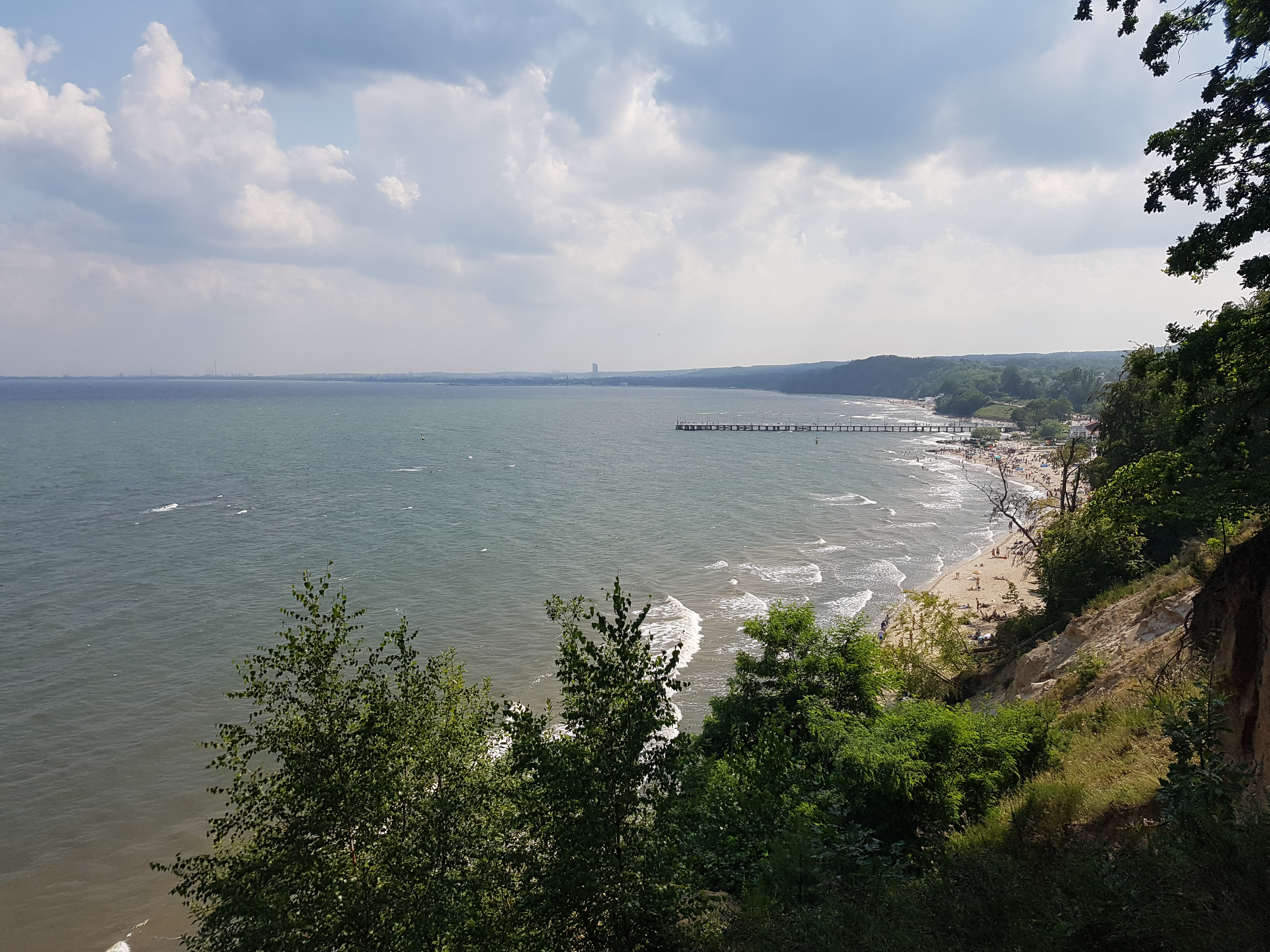
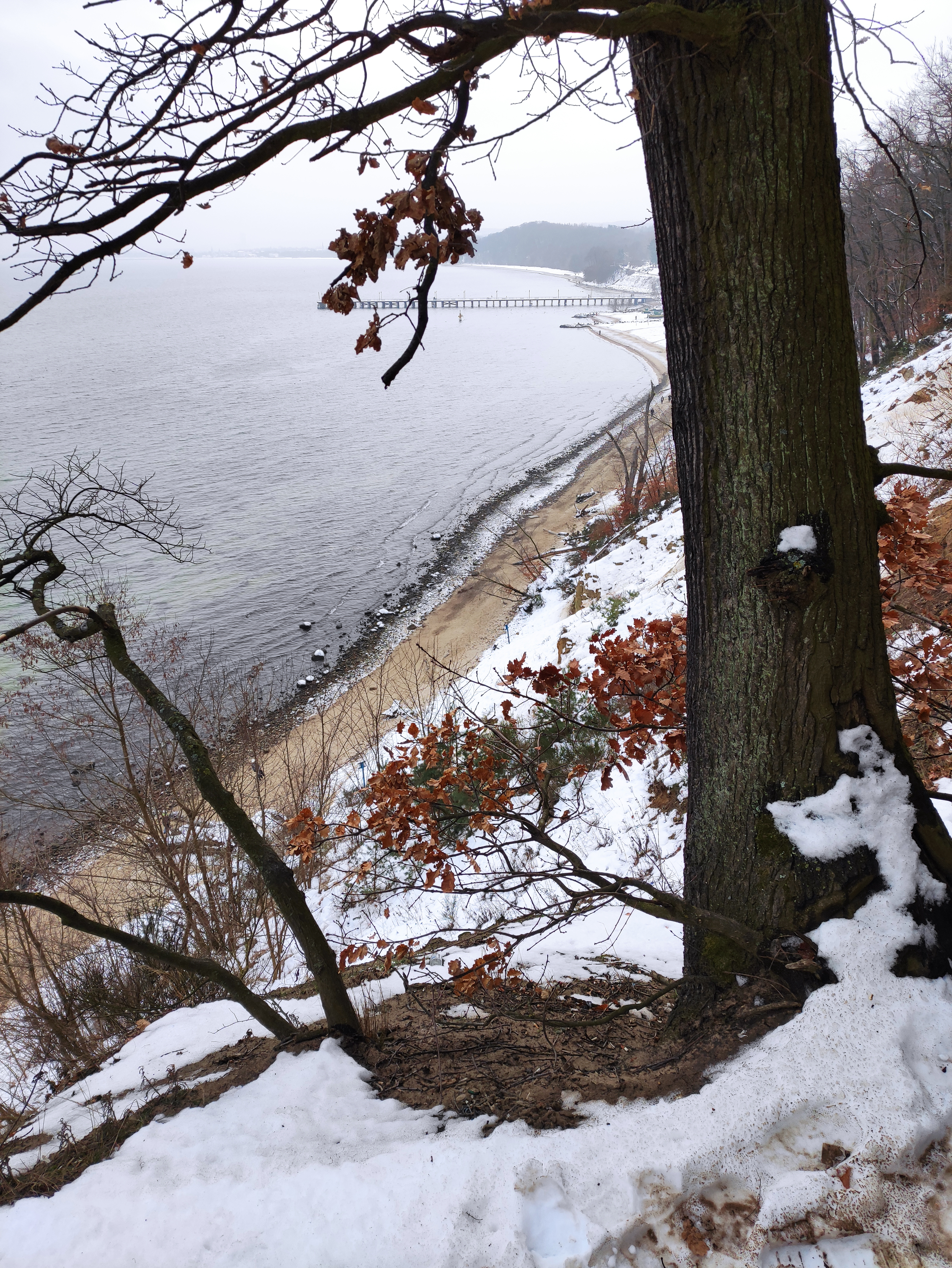
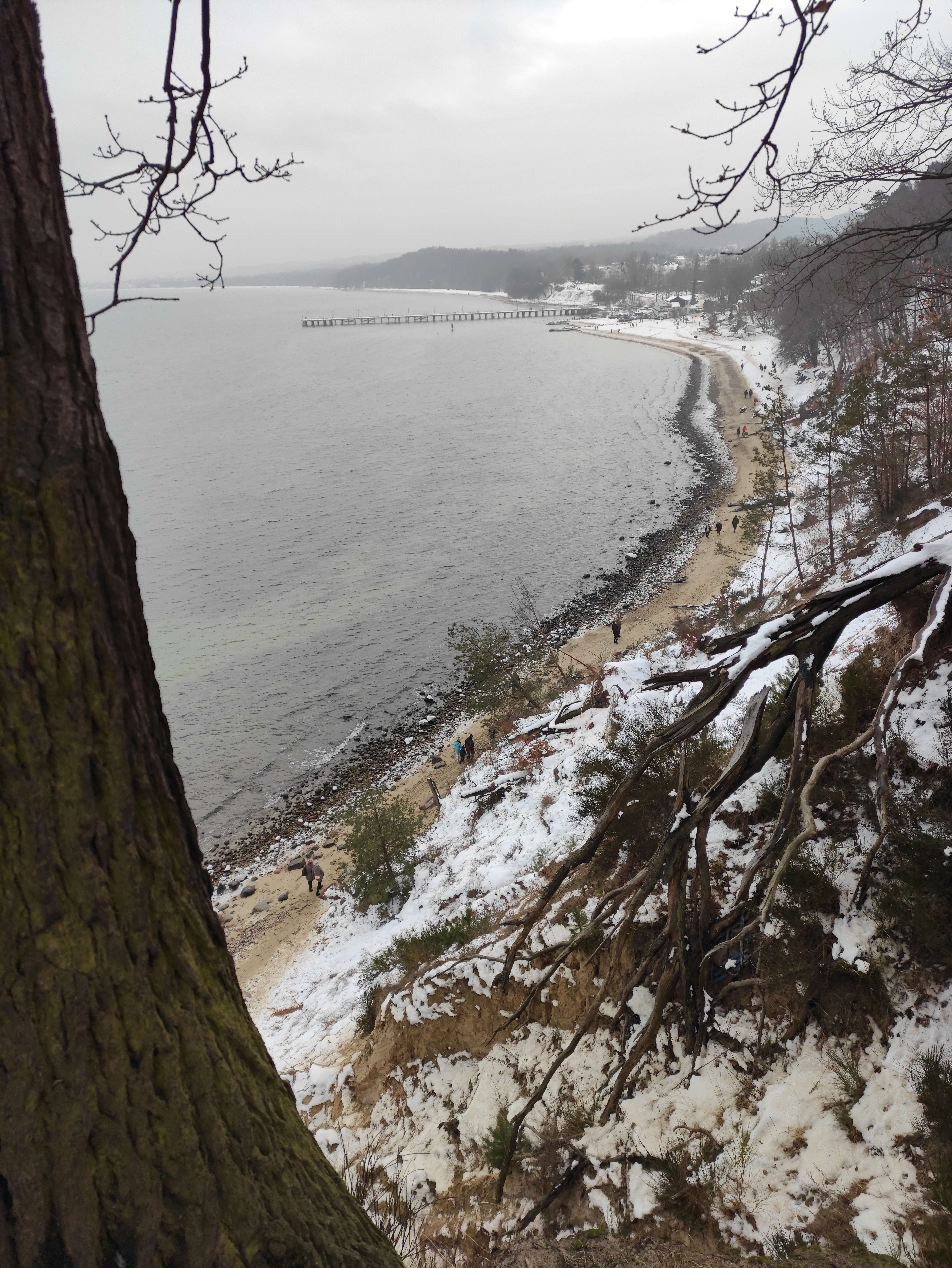
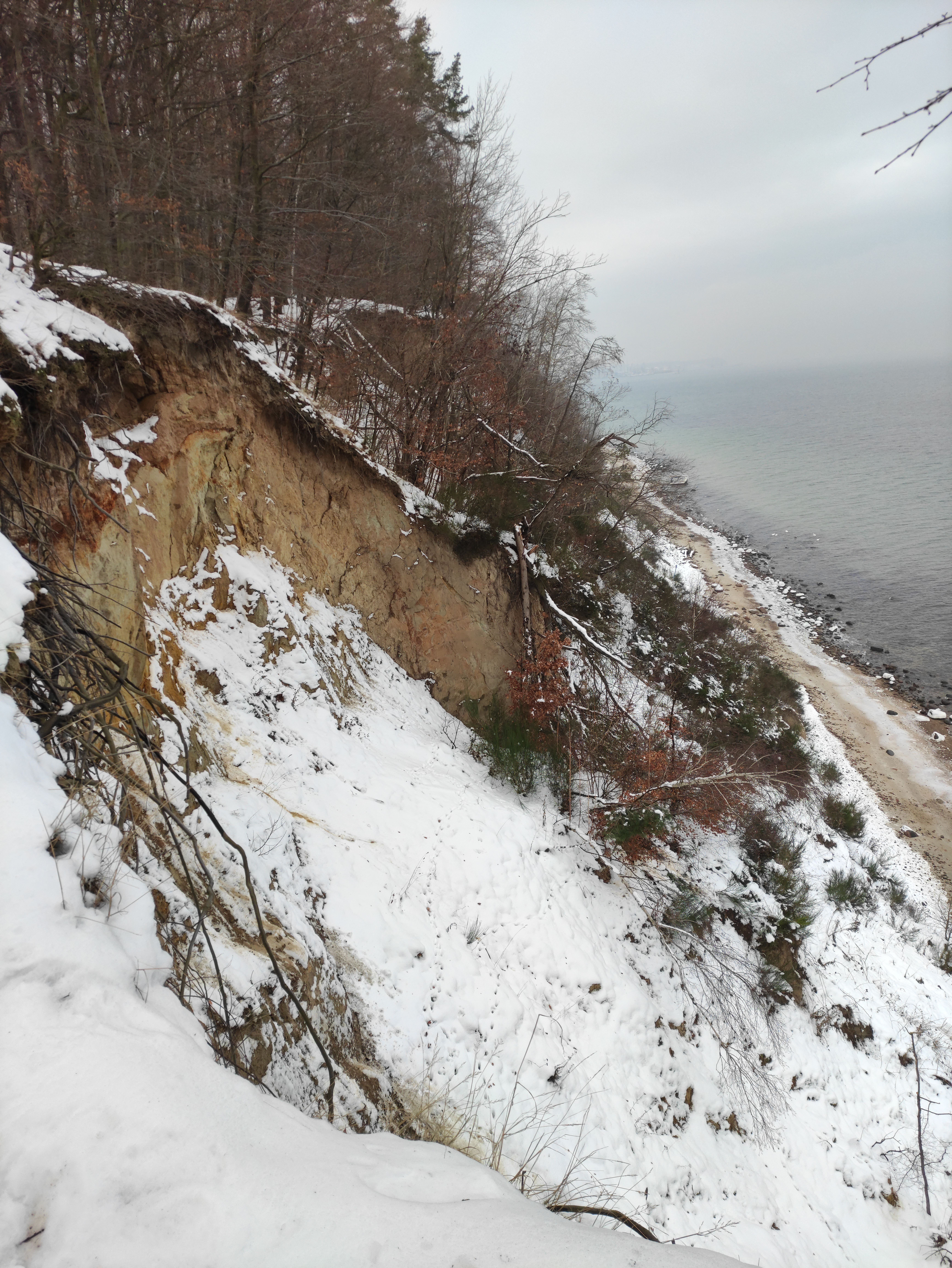
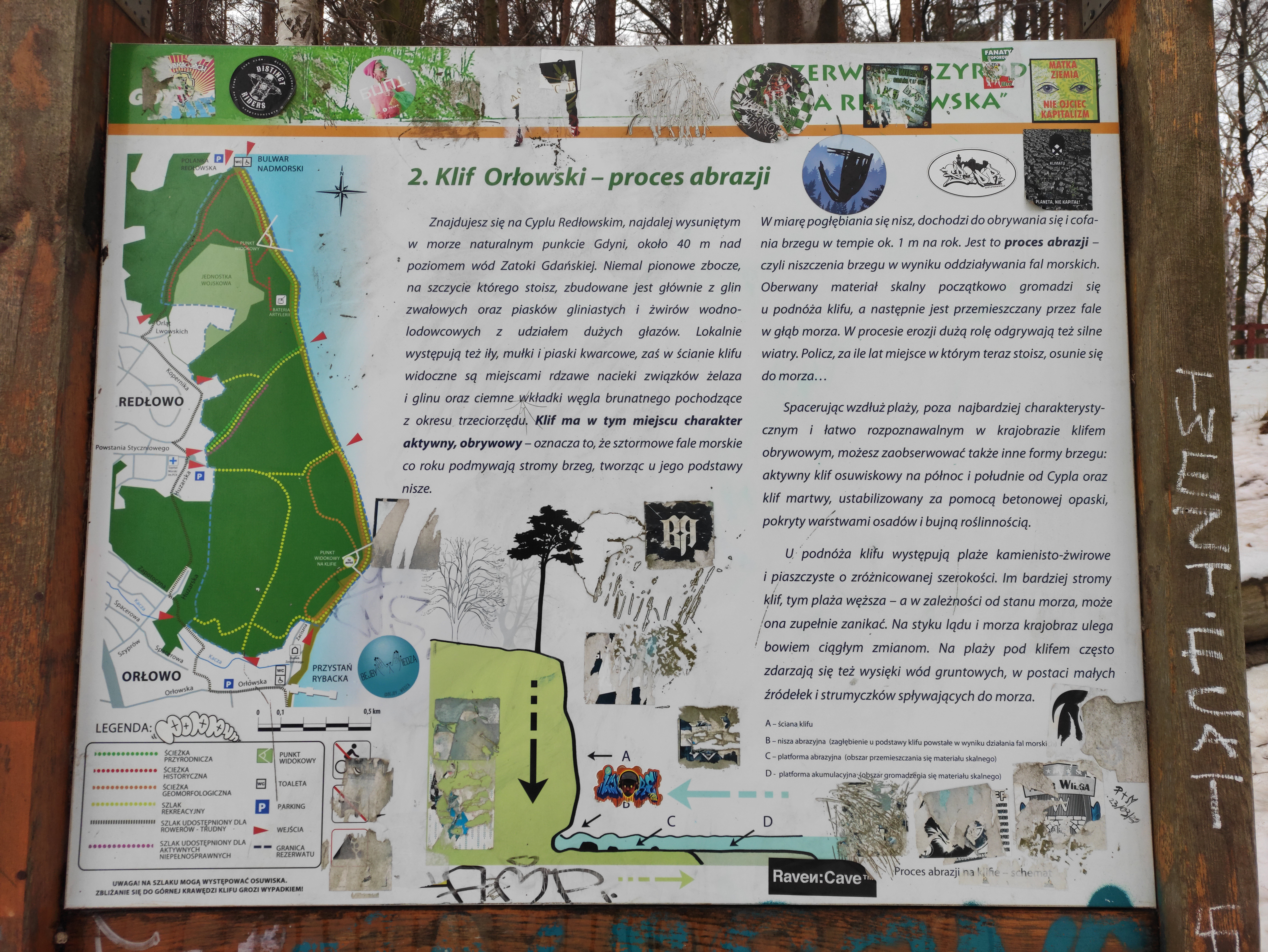